# 林聯登
林聯登（1924年9月25日—1997年），臺灣澎湖西嶼鄉二崁村人，澎湖縣政治人物，二戰後馬公政壇「北派」代表人物，曾出任澎湖縣議員、臺灣省議員、國民大會代表。日治時期曾改過日本姓氏，時人多半稱作為加東さん（日语：かとうさん）。

## 生平
林聯登父親陳炉，出身於西嶼二崁的陳氏家族，曾受過日治時期的小學教育（小池角公學校第6屆畢業生），因其識字，又通曉日本語，後給在媽宮港旁經營昇平旅社的林家賞識，繼而招贅。林聯登出生於日治時期大正13年（1924年），為陳炉與林綉美長子，係諸手足中唯一從母姓者。
昭和年間，林聯登負笈日本求學，時值第二次世界大戰期間，而在一次搭乘來往台灣、日本輪船的途中，船隻遭到美軍擊沉，僥倖獲救、大難不死。

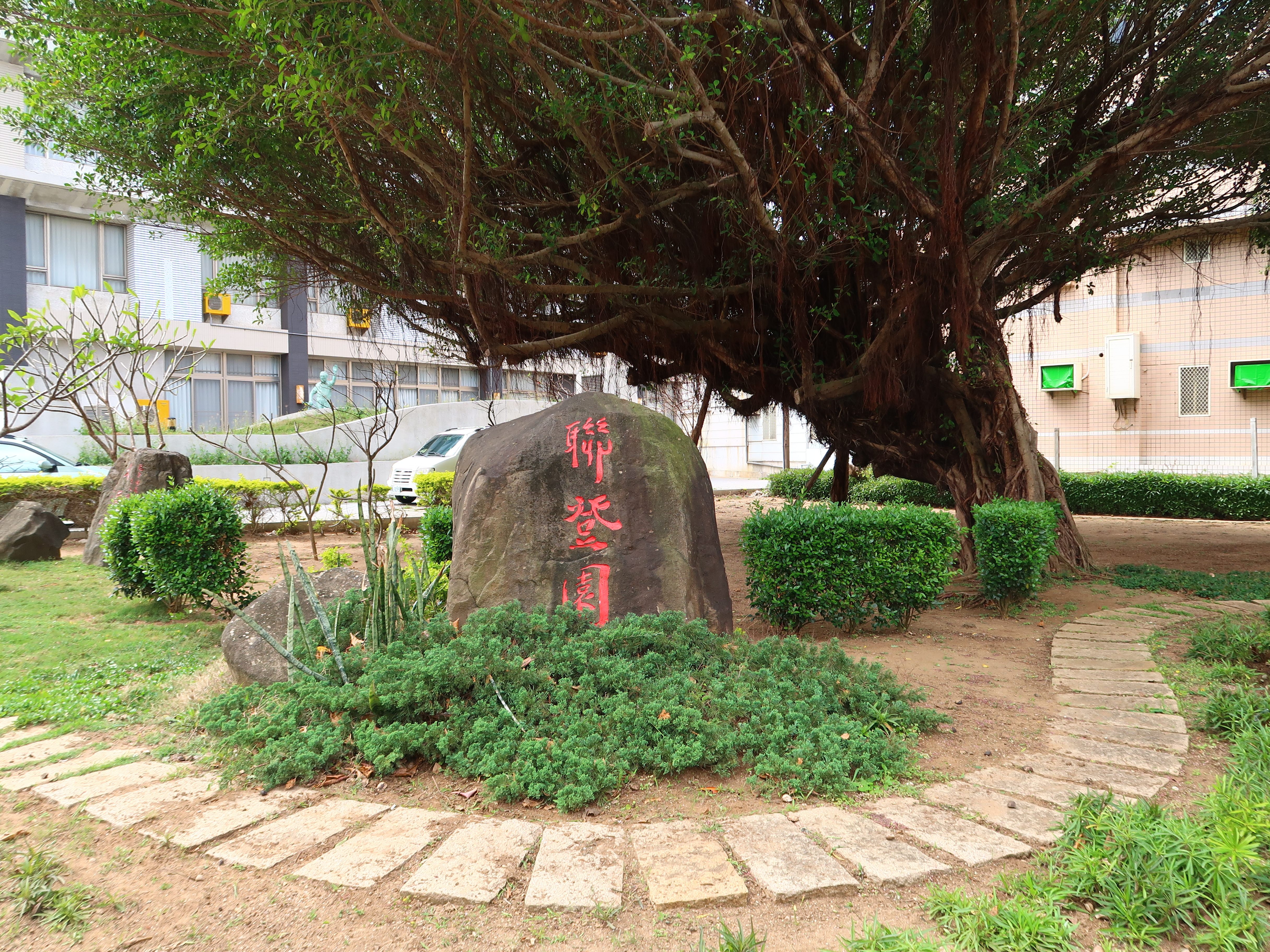
澎湖縣惠民醫院院區外的聯登園。

林聯登在二戰結束前返回台灣，因曾在日本留學的背景，一回澎湖便炙手可熱，各界競相提供職缺予林聯登，隨後應鄭大洽之邀，在臺灣總督府專賣局澎湖出張所任職（戰後改制為「澎湖菸酒配銷所」）；另於民國59年（1970年）至民國65年（1976年）間，擔任馬公第一信用合作社第九屆、第十屆的理事主席；民國70年（1981年），林聯登當選台灣省議員之後，才辭去配銷所的主任一職。
二戰結束後，林聯登當選馬公鎮第三屆鎮民代表，任期自民國39年（1950年）十二月迄於民國42年（1953年）三月，陸續當選澎湖縣議會第三屆（民國43年，1954年）、第六屆至第八屆縣議員（民國53年至66年，1964年至1977年）。縣議員任內曾建請縣府重新測量縣內土地，並商請海軍船艦運水，解決虎井嶼、桶盤嶼等離島居民的飲用水問題，包括在吉貝嶼開鑿深水井等基礎工程；為保存古蹟、促進觀光事業發展，提議修建媽宮城的順承門、延請彰化銀行和華南銀行在澎湖開設分行；並且編列預算補貼高雄、馬公民航的貨運費用；訂定師範學校畢業生返鄉的服務年限細則等。
民國70年（1981年）十一月迄民國78年（1989年）十二月，擔任第7、8屆台灣省議員澎湖代表，任內提案：由於西嶼鄉外垵村、望安鄉潭門港兩處為漁業重鎮，因應船隻作業便利，建請中國石油公司設置加油站；打造航駛高雄、馬公間的新輪船；響應政府「改善離島居民生活計畫」，力促台灣電力公司開放望安鄉和七美鄉全日供電；在西嶼鄉興建水庫；委請中華航空恢復台中至馬公的來回航線等。
民國80年（1991年）已爭議多時的中華民國萬年國代解散，並於同年進行改選，林聯登投入第二屆中華民國國民大會代表選舉，順利當選國大代表，任期自民國81年（1992年）迄於國85年（1996年）。
民國86年（1997年），林聯登因心臟病發而驟逝，享壽73歲。
民國93年（2004年）6月16日，澎湖縣政府為了感念林聯登在澎湖的貢獻，遂在市區闢建的青青草原中，特別將惠民醫院附近的綠地命名為「聯登園」，以誌不忘。

## 家族
- 林聯登父親陳在第二次大戰期間被日本政府徵調，擔任日本憲兵隊的通譯。當時在福建，有不少居民因為陳炉幫忙掩護的緣故，才沒有被日軍逮捕。1945年，第二次世界大戰結束，戰勝的同盟國要對戰敗的軸心國審判責任歸屬[8]，不少日本兵卒被送往上海等候審判，陳炉也在被押送上海囚禁之列。而在此時，中華民國民政府處理接收台灣的作業，便派官員來台灣各處巡查，當時被派往澎湖的官員為吳國楨，就在他澎湖所下榻的地方正是昇平旅社。吳國楨獲曉陳炉情事後，便手書一封親筆信交予林聯登，要他前往上海給予負責審理此案的法官，並設法聯絡當時曾被陳炉搭救過的福建百姓做人證，嗣後，陳炉被釋放，順利返鄉。[注 1]
- 民國50年（1961年），馬公鎮鎮長洪順孝未滿三年任期，便於民國51年（1962年）八月病故，由林聯登之弟陳聯煌經過補選後遞補鎮長。民國53年（1964年），陳聯煌當選次任的馬公鎮長，也是首位任期改為四年的馬公鎮長。[9]
- 林聯登有五弟三妹，大妹嫁予鄭大洽（時任澎湖縣議長）次子，故二人為姻親關係。
- 林聯登之子林敬欽，曾出任澎湖縣第12屆縣議員。（任期：民國79年至83年，1990年至1994年）[10]